# Carl Wingren
Carl Wingren, född 18 mars 1874 Ränneslöv, Halland, död 20 februari 1950, direktör och grosshandlare. Han var verksam i Skottorp, Halland, och en av bygdens stora män som lät uppföra flera fastigheter och drev flera rörelser i Skottorp med omnejd.
Han hade visionen om att skapa en badort av Skummeslövsstrand. Tillsammans med kompanjoner förvärvade han på 1920-talet strandnära åkermark av lokala bönder, vilken han sedan lät stycka av för tomter till sommarstugor och barnkolonier.
Wingren lät uppföra bland annat residenset Carlslund i centrala Skottorp samt sommarstugan Skogslyckan i Skummeslöv.
Laholms kommun lät uppkalla gatan Carlsrovägen i Skummeslövsstrand efter Carl Wingren. På grund av förväxlingsrisk bytte gatan namn under 1980-talet till Wingrens väg.